# Mosquer d'Euler
El mosquer d'Euler (Lathrotriccus euleri) és un ocell de la família dels tirànids (Tyrannidae).

## Hàbitat i distribució
Habita els boscos oberts de Grenada, a les petites Antilles i des de l'est de Colòmbia, oest, nord i sud de Veneçuela, Trinitat, Guaiana Francesa i Surinam, cap al sud, a través de l'est de l'Equador i est del Perú fins Bolívia i Brasil amazònic de l'est de Bolívia, Paraguai l'est i sud-est del Brasil, Uruguai i nord de l'Argentina.